# Vishishtâdvaita
Vishishtadvaita ou Viśiṣṭādvaita (du sanskrit viśiṣṭa « qualifé, distinct », et advaita « non dualiste »; on peut traduire l'expression par « Non-dualité du tout qualifié ») désigne traditionnellement l'une des principales écoles du Vedānta, enseignée essentiellement par Rāmānuja. Cette doctrine relativise celle de Shankara — pour qui il y a non-dualité (a-dvaita) entre le Soi individuel (atman) et le brahman — en affirmant que ces deux éléments ne sont pas parfaitement identiques, car l’atman tout comme le monde matériel sont bien réels, et  s’ils ne sont pas distinct de « Dieu » (brahman) du point de vue de ce dernier, ils sont distincts (viśiṣṭa) de lui en tant que « modes » (prakara).

## Histoire
Les précurseurs de cette forme de vedānta vaishnava sont les Alvars, un groupe de douze saints, auteurs de nombreux chants dévotionnels en tamoul réunis dans le Nalayirappirabandam. Pour les Alvars, la dévotion à Vishnou prime sur tout. Première conséquence : les castes importent peu, et mieux vaut par exemple un shûdra à la dévotion sincère et ardente qu'un brahmane imbu de son savoir. Le bhakta (dévot) l'emporte sur le pandit (érudit).
Les plus célèbres Alvars sont Nammalvar (IXe siècle), auteur du Tiruvāymoli, et Nathamuni (XIe siècle), éditeur et commentateur de Nammalvar. Par ailleurs, on compte aussi Yamunacharya, le maître des vishnousites de Shriranyan, qui désigna comme successeur Ramanuja, considéré comme le véritable fondateur de cette école du Vedānta.
À la suite de Ramanuja, l'école se divisa en deux branches, toujours florissantes aujourd'hui. La branche du Nord (vadagalai) est attachée aux textes en sanskrit de l'école. Son principal représentant est Vedanta Diksita (1269/1369). La branche du Sud (tengalai) est attachée aux textes en tamoul. Son principal représentant est Lokacharya (1264/1324)
Le Vishistadvaita offre des similitudes avec l'école Virashaiva du shivaïsme.

## Philosophie
Rāmānuja a accepté les Védas comme étant une source fiable de connaissance, puis a critiqué d'autres écoles de la philosophie hindoue, y compris l'Advaita Vedānta : selon lui, elles ont échoué dans l'interprétation de tous les textes védiques . Il a affirmé, dans son Sri Bhāshya, que les Purvapaksin (les écoles précédentes) interprètent sélectivement les passages des Upanishads qui soutiennent leur interprétation moniste, et ignorent les passages qui soutiennent l'interprétation pluraliste : Il n'y a aucune raison, déclare Rāmānuja, de préférer une partie d'une Écriture aux autres, la totalité de l'Écriture doit être considérée comme égale. On ne peut pas, selon Rāmānuja, tenter de donner des interprétations correctes des textes védiques en prenant simplement des parties isolées tout en en rejetant d'autres ; au contraire, l'Écriture védique doit être considérée comme un corpus dans son intégralité, exprimant une doctrine cohérente. La littérature védique, affirme Rāmānuja, mentionne à la fois la pluralité et l'unité (du Brahman), et par conséquent la vérité doit incorporer le pluralisme et le monisme, ou le « monisme qualifié ».
Cette méthode d'interprétation des Écritures distingue Rāmānuja de Ādi Shankara. Dans l'approche exégétique de Shankara (Samanvayat Tatparya Linga avec Anvaya-Vyatireka), une compréhension correcte nécessitent l'examen de, tous les textes dans leur intégralité, ainsi que dans leur intention établie par six caractéristiques, à savoir, entre autres, l'étude de ce que l'auteur déclare être son but, ce qu'il répète dans son explication, ce qu'il déclare comme conclusion et si elle peut être vérifiée épistémiquement ,. Selon Adi Shankara, dans un texte, tout n'a pas le même poids, et certaines idées sont l'essence du témoignage textuel d'un expert. Cette différence philosophique dans les études védiques a permis à Adi Shankara de conclure que les principales Upanishads enseignent essentiellement le monisme, avec des enseignements tels que Tat tvam asi (« Tu es Cela »), tout en aidant Rāmānuja à conclure que le monisme qualifié est à la base de la spiritualité hindoue,,.

### Comparaisons avec d'autres écoles du Vedanta
Cette forme de vedānta aussi appelé « non-dualisme qualifié » se distingue du non-dualisme de Shankara parce qu'il admet que le Brahman est doué d'attributs en nombre infini. Parmi ces attributs : le pouvoir de création, l'univers, les âmes individuelles (Jiva). Il s'agit d'une forme de vedānta théiste d'obédience vaishnava. Dans sa perspective, l'identification de la  réalité universelle (brahman) avec le seigneur suprême ishvara identifié à Vishnou s'oppose donc délibérément  au vedānta de Shankara, fondé sur la conception exclusive du Brahman comme principe non-agissant et non-qualifié (nirguna), absolument Un et sans second. Ces deux courants du vedānta, celui de Shankaracharya et celui de Rāmānuja sont également non-dualistes, mais tandis que Shankara privilégie la connaissance (jñāna) pour parvenir à la délivrance (mukti), Rāmānuja affirme que la dévotion (bhakti) fondée sur l'adoration exclusive et totale du Seigneur suprême est la plus haute forme de connaissance. 
Une autre différence caractéristique entre la philosophie de Shankaracharya et Ramanujacharya porte sur la réalité du monde : tandis que Shankaracharya considère la manifestation universelle comme une illusion (māyā) produite par l'ignorance (avidyā), Rāmānuja la considère comme réelle et produite par le Seigneur suprême, dont elle manifeste les qualités infinies. La libération spirituelle selon Shankara est la pleine compréhension et la réalisation de l'unité de l'Âtman immuable (l'Âme) comme étant la même chose que l'Âtman chez tous les autres êtres : l'Âtman, Soi ou Âme des créatures, est en réalité identique au Nirguna Brahman (Âme universelle sans qualité). En revanche, la théorie de Rāmānuja considère que le Brahman et le monde de la matière sont à la fois deux absolus différents, tous deux métaphysiquement réels, dont l'un ne devrait pas être appelé faux ou illusoire, et que Saguna Brahman (Âme universelle avec des attributs) est également réel. Dieu — comme l'homme — déclare Rāmānuja, est à la fois l'âme et le corps, et tout le monde de la matière est la gloire du corps de Dieu. Le chemin vers le Brahman (Vishnou), affirme Rāmānuja, est la dévotion, la piété et le souvenir constant de la beauté et de l'amour du dieu personnel (Saguna Brahman, Vishnou), qui conduit finalement à l'unité avec le Nirguna Brahman (Absolu sans attributs).
Contrairement aux vues du Dvaita (« Dualisme ») de Madhvāchārya, Rāmānuja affirme un non-dualisme qualifié où, selon cette théorie, les âmes partagent la même nature essentielle du Brahman (« Âme universelle ») : il y a une similitude universelle dans la qualité et le degré de félicité possible pour les âmes des êtres vivants ; chaque âme peut atteindre le même état de félicité que le divin, du Brahman. Alors que Madhavāchārya, aux XIIIe et XIVe siècles, affirme à la fois « le pluralisme qualitatif et quantitatif des âmes » (il y a des âmes prédestinées au nirvana et d'autres à un enfer sans fin), Rāmānuja affirme « le monisme qualitatif et le pluralisme quantitatif des âmes » (la possibilité pour toutes les âmes, qui sont toutes fondamentalement les mêmes, d'atteindre la délivrance) .
Dans la tradition brahmanique, le Vishistādvaita Vedānta de Rāmānuja appartient à la lignée (ou « transmission ») vishnouïte (vishnusampradaya) tandis que l'Advaita Vedānta de Shankaracharya relève de la tradition smarta.[réf. nécessaire] Cela ne veut pas dire que les shivaïtes soient forcément non-dualistes (Advaita, l'âme individuelle et l'âme universelle sont en réalité Une) et les vishnouïtes forcément dualistes (Dvaita, l'âme individuelle et l'âme universelle sont éternellement différentes) : par exemple, la philosophie Shuddhadvaita de Vallabha, maître krishnaïte, appartient au vishouïsme et elle est néanmoins un « pur non-dualisme » (dans son essence, l'âme de la créature est la même que l'âme universelle, Brahman), tandis que les shivaïtes du Shaiva Siddhanta possèdent une philosophie dualiste (le but du fidèle du Shaiva Siddhanta est d'obtenir une âme illuminée par la Grâce du Seigneur Shiva, puisque sans la Grâce de Shiva il est impossible d'atteindre l'illumination, comme il est impossible à l'œil de voir sans la lumière différente de l'œil). 